# 变速器 (自行车)

一辆现代竞速自行车的传动系统，前后（牙盘及飞轮）各有一个拨链器

变速器是一种用于改变传动比的机械装置，是常用于自行车上的一种变速传动系统。它由链条、飞轮、拨链器（英語：derailleur）和相应控制装置组成，其中控制装置可切换与链条啮合的链轮；有时组成还包括牙盘。

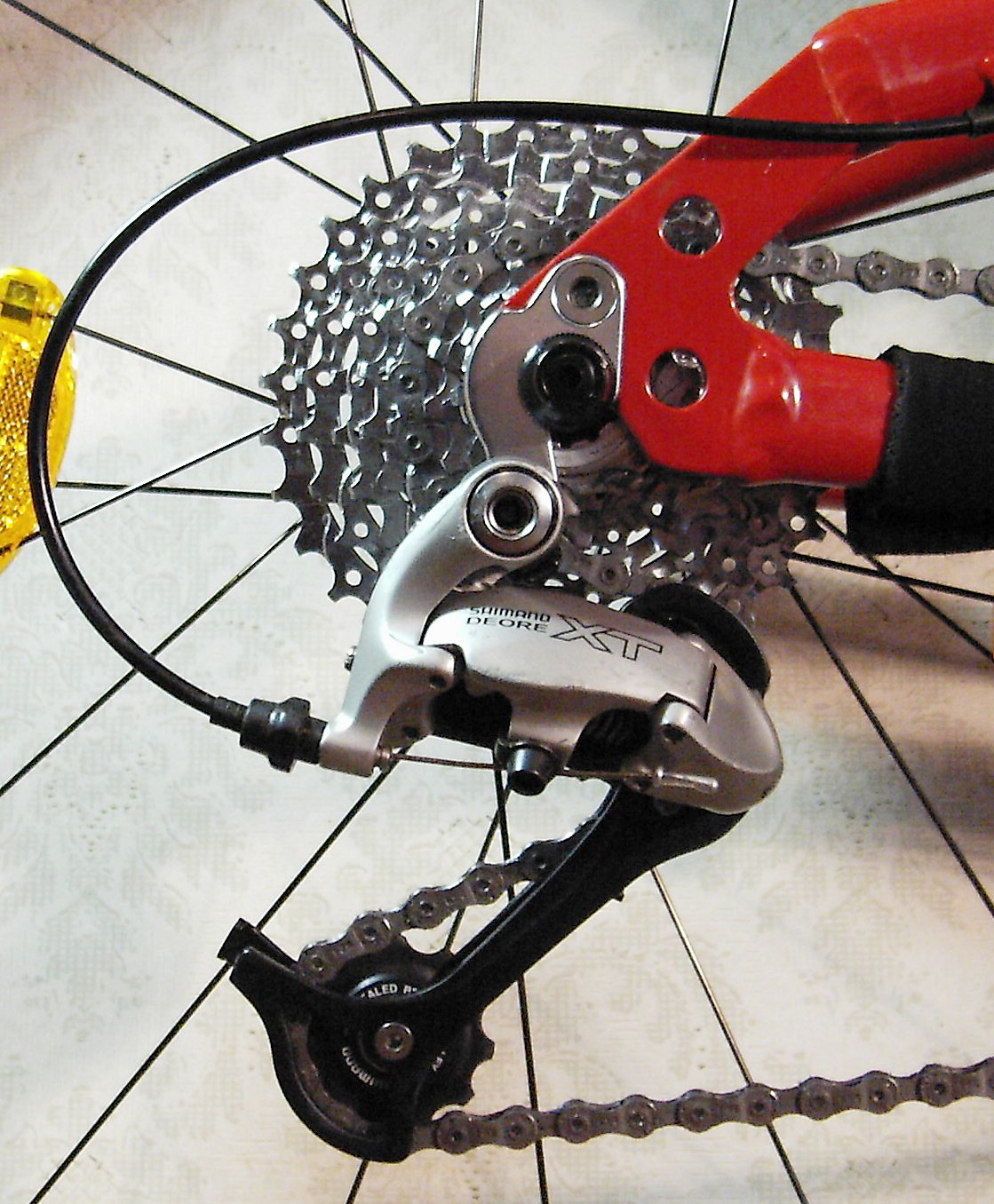
禧玛诺XT变速器的后拨链器

现代前后拨链变速器一般配有两个拨链器：前拨链器安装于牙盘（脚踏板链轮组）处，后拨链器安装于飞轮（后链轮组）处。用户可透过调节变速手柄，牵动拉线以控制拨链器来回移动。
中文语境的“变速器”一般特指拨链变速器（英語：derailleur gears）。广义的变速器还包括轮毂齿轮变速器等。

## 歷史
各種變速器系統於19世紀晚期被設計並製造出來。其中一個例子是裝在小靈犬安全自行車（Whippet safety bicycle）上的「Protean」雙速變速器。法國的一位自行車旅遊者、筆名為「Vélocio」的作家和自行車運動推廣者保羅·德維維（Paul de Vivie）在1905年發明一種雙速後變速器，用於挑戰阿爾卑斯山。早期有些設計採用桿將鏈條移動到不同齒輪上。1928年，自行車賽冠軍奧斯卡·艾格（Oscar Egg）創立的公司推出Osgear，這與Vittoria Margarita的變速裝置都採用了裝有踏板的後下叉，以及裝在下管的單桿鏈條張緊器。 然而，這些系統和後來康帕紐羅所推出以桿操縱的Cambio Corsa變速系統最終都被平行四邊形變速器所取代。
1937年，環法自行車賽引入了變速器系統，使得車手無需拆卸車輪即可換檔。騎手在此之前須下車才能將車輪從下坡模式切換到上坡模式，到了1938年Simplex引進導線移位變速器之後，變速器才成為普及的公路賽車設備。
1949年，康帕紐羅推出了Gran Sport，這是對當時已經存在但在商業上不太成功的平行四邊形後變速器的改良。
1964年，Suntour發明了傾斜平行四邊形後變速器，該變速器可使騎師輪（Jockey Wheel）與不同尺寸的鏈輪保持更為固定的距離，從而更容易換檔。專利到期之後，其他製造商隨即採用了這種設計，至少在高檔車型上是如此， 而「傾斜平行四邊形」仍然是目前的後變速器模式。
在1990年代之前有許多製造商生產變速器，包括Simplex、Huret、Galli、Mavic、Gipiemme、Zeus、Suntour和禧瑪諾。然而，禧瑪諾在1985年成功引入並推廣了定位式變速，這需要一個由換檔桿、撥鏈器、鏈輪、鏈環、鏈條、換檔導線和換檔外殼組成的相容系統 。
1990年代以後的主要創新為將摩擦式變速轉換為定位式變速，以及逐步增加齒輪數。在摩擦式變速中，一個槓桿直接控制撥鏈器的連續可變位置。要換擋時，騎手首先移動控制桿，使鏈條跳到下一個鏈輪上，然後稍稍調整控制桿，使鏈條在該鏈輪上居中。定位式變速器有一個制動或棘輪機構，在每次按壓或拉動特定距離後，會停止變速桿，從而停止導線和撥鏈器。定位式變速器在導線拉伸和元件損壞或更換時需要重新校準。在公路自行車上，2000年出現了10檔後飛輪變速器，2009年出現了11檔飛輪變速器，目前大多數山地自行車都有裝其中一套變速器。隨著行業不斷推進後齒輪的數量，許多現代高端山地自行車已經開始完全使用單鏈環傳動系統，如速聯的Eagle groupsets（1×12）和Rotor最近的1×13傳動系統。大多數公路自行車有兩個鏈環，旅行自行車通常有三個。
電子換檔系統使腳踏車駕駛能夠使用電子開關換檔，而不是使用傳統的控制桿。這些開關通過電線或無線電連接到電池組和驅動變速器的小型馬達上。雖然價格昂貴，但電子系統可為賽車手在換擋時節省時間。
如今，變速器的三大主要製造商是禧瑪諾（日本）、速聯（美國）和康帕紐羅（義大利），其中康帕紐羅只生產公路和越野設備。